# WTS Polonia Bytom
Waterpolowe Towarzystwo Sportowe "Polonia" Bytom – polski klub piłki wodnej z siedzibą w Bytomiu powstały w 1992 roku, spadkobierca tradycji sekcji piłki wodnej KS "Polonia" Bytom.

## Historia
W 1945 roku sekcje piłki wodnej w Bytomiu utworzyli zawodnicy lwowskiego klubu "Pogoń" oraz sportowcy działającego w latach 1920–1945 Związku Pływackiego SVB "Posejdon".

## Sukcesy
Mistrzostwo Polski Seniorów w latach: 1947, 1950, 1959, 1964, 2020
 Wicemistrzostwo Polski w latach: 1948, 1957, 1958, 1960, 1961, 1962, 1963, 2018, 2019, 2021, 2023
 Puchar Polski: 2020, 2022
Wielokrotnie tytuł Mistrza Polski zdobywały także drużyny: młodzieżowca, juniorów, juniorów młodszych oraz młodzików.

## Występy ligowe i w Pucharze Polski (od sezonu 2000/2001)
| Sezon     | Mistrzostwa Polski | Puchar Polski |
| --------- | ------------------ | ------------- |
| 2000/2001 | 4. miejsce         | -             |
| 2001/2002 | 5. miejsce         | -             |
| 2002/2003 | -                  | 3. miejsce    |
| 2003/2004 | -                  | 4. miejsce    |
| 2004/2005 | 3. miejsce         | 3. miejsce    |
| 2005/2006 | 3. miejsce         | 4. miejsce    |
| 2006/2007 | 5. miejsce         | -             |
| 2007/2008 | 4. miejsce         | 5. miejsce    |
| 2008/2009 | -                  | 4. miejsce    |
| 2009/2010 | 5. miejsce         | 5. miejsce    |
| 2010/2011 | 5. miejsce         | 4. miejsce    |
| 2011/2012 | 4. miejsce         | 4. miejsce    |
| 2012/2013 | 5. miejsce         | 5. miejsce    |
| 2013/2014 | 5. miejsce         | 3. miejsce    |
| 2014/2015 | 5. miejsce         | 3. miejsce    |
| 2015/2016 | 5. miejsce         | 4. miejsce    |
| 2016/2017 | 5. miejsce         | 2. miejsce    |
| 2017/2018 | 2. miejsce         | 2. miejsce    |
| 2018/2019 | 2. miejsce         | 2. miejsce    |
| 2019/2020 | 1. miejsce         | Zdobywca      |
| 2020/2021 | 2. miejsce         | 2. miejsce    |
| 2021/2022 | 4. miejsce         | Zdobywca      |
| 2022/2023 | 2. miejsce         | 3. miejsce    |
| 2023/2024 | 3. miejsce         | 3. miejsce    |
| 2024/2025 | 4. miejsce         | 4. miejsce    |

## Puchar Niepodległości
WTS "Polonia” Bytom od 1994 roku organizuje cyklicznie turniej młodzików "Puchar Niepodległości", z okazji obchodzonego w dniu 11 listopada Dnia Niepodległości. W turnieju biorą udział krajowe oraz zagraniczne drużyny. 

## Nagrody
-  Wyróżnienie Sportowy Laur Bytomia 2020 przyznany dla drużyny piłki wodnej seniorów Łukosz WTS "Polonia Bytom", która w 2019 roku wywalczyła tytuł Wicemistrza Polski Seniorów oraz drugie miejsce w Pucharze Polski Seniorów w piłce wodnej.
-  Laureat Sportowy Laur Bytomia 2021 przyznany dla drużyny piłki wodnej seniorów Łukosz WTS "Polonia Bytom", która w 2020 roku wywalczyła tytuł Mistrza Polski Seniorów oraz pierwsze miejsce w Pucharze Polski Seniorów w piłce wodnej.